# Pasir Gudang
Pasir Gudang è una città della Malaysia situata nello Stato di Johor.